# 打村明

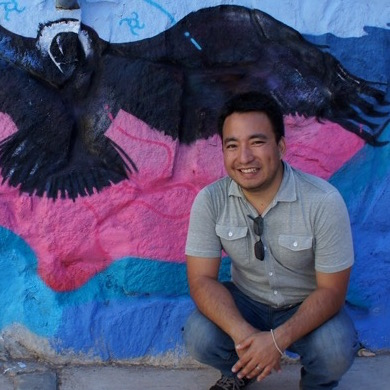

打村 明 （うちむら　あきら）はチリの社長、社会起業家。日系チリ人。南米コネクト株式会社代表取締役CEO（Nambei Connect Ltd.)

## 略歴
デルマール大学国際貿易学部卒業、国際基督教大学大学院行政学研究科修了。日本財団日系スカラーシップOB。２００７年海外日系人協会留学生活動支援担当、２０１０年に日本財団の助成の元日系ユースネットワークを設立、事務局長に就任、200名以上の留学生を被災地に災害ボランティア(International Students for Japan)として送る。TOKYOMXTV「ゴールデンアワー」外国人コメンテーター。ウルグアイ元大統領ホセ・ムヒカ氏のリオ会議でのスピーチを翻訳２０１５年南米チリで南米コネクト株式会社を設立、代表取締役CEOに就任。2023年からはJX金属チリ事務所にて事業開発部長として雇われる。

## 主な講座
- 2010年 - PechaKucha Night: 日系アイデンティティーについての講座（英語）
- 2010年 - 全米日系人博物館でTateuchi Democracy Forumでの講座：Innovative Nikkei Projects
- 2011年 - 明治大学商学部グローバルビジネスコース、ラテンアメリカ地域市場論で「ラテンアメリカと日本、日係人と今後の可能性」をテーマに講義を行う
- 2014年 - ピースボートでの水先案内人としての講座：世界で最も「貧乏」なムヒカ大統領の衝撃的なスピーチ